# Ann Kristin Aarønes
Ann Kristin Aarønes (* 19. Januar 1973 in Ålesund) ist eine ehemalige norwegische Fußballspielerin und Weltmeisterin 1995.

## Karriere
Aarønes begann ihre Karriere bei Spjelkavik IL in ihrer Heimatstadt. Den größten Teil ihrer Karriere verbrachte sie bei Trondheims-Ørn SK, dem erfolgreichsten Frauenfußballverein Norwegens. Hier brachte sie es auf fünf norwegische Landesmeistertitel und sechs Pokalsiege. Zum Ende ihrer Karriere spielte sie noch bei New York Power in der nordamerikanischen Profiliga WUSA.
Für die norwegische Nationalmannschaft bestritt sie von 1990 bis 1999 111 Länderspiele und erzielte 60 Tore. Nachdem sie bei der ersten Weltmeisterschaft 1991 in China, wo Norwegen Vizeweltmeister geworden war, noch nicht zum Kader gehört hatte, wurde sie 1995 in Schweden Weltmeisterin sowie mit sechs Treffern Torschützenkönigin des Turniers. Bei ihrer zweiten und letzten WM 1999 in den USA erreichte sie mit dem norwegischen Team den vierten Platz. Zudem wurde sie 1993 in Italien Europameisterin und 1991 in Dänemark Vizeeuropameisterin. 1996 gewann sie Bronze bei den Olympischen Sommerspielen.

## Erfolge
Mit der Nationalmannschaft
- Weltmeisterin: 1995
- Weltmeisterschaftsvierte: 1999
- Europameisterin: 1993
- Europameisterschaftszweite: 1991
- Olympiabronze: 1996
- WM-Torschützenkönigin: 1995

Mit Trondheims-Ørn
- Norwegische Meisterin: 1994, 1995, 1996, 1997, 2000
- Norwegische Pokalsiegerin: 1993, 1994, 1996, 1997, 1998, 1999